# Romeu Pellicciari
Romeu Pellicciari, gyakran egyszerűen csak Romeu (Jundiai, 1911. március 26. – São Paulo, 1971. július 15.) olasz származású brazil labdarúgócsatár.
1. ↑  transfermarkt.com. transfermarkt.com . (Hozzáférés: 2017. október 9.)